# Barro Prieto
Barro Prieto är en ort i kommunen Tejupilco i delstaten Mexiko i Mexiko. Samhället hade 201 invånare vid folkräkningen 2020.